# Киргинцев, Владимир Витальевич
Владимир Витальевич Киргинцев (род. 26 февраля 1963, Плахино, Абинский район, Красноярский край) — глава администрации — мэр города Новочеркасска (2012—2017).

## Биография
1985 год — окончил Новосибирский электротехнический институт, квалификация — «инженер-гидроэлектротехник».

1986—1994 — начальник отдела капитального строительства, начальник производственно-технического отдела управления «Алмаздортранс» (Ленск, Якутия).

1994—1999 — главный инженер Ленского отделения объединенной дирекции строящихся предприятий.

2001—2002 — ведущий инженер, затем начальник отдела предприятия «Ростовоблстройзаказчик».

2002—2004 — замещение должности начальника отдела министерства строительства, архитектуры и жилищно-коммунального хозяйства Ростовской области.

2004—2007 — заместитель директора, затем директор предприятия «Ростовоблстройзаказчик».

2007 год — министр территориального развития, архитектуры и градостроительства Ростовской области.

2010 год — первый заместитель мэра Ростова-на-Дону.
С декабря 2012 года по декабрь 2017 — Мэр города Новочеркасска.
С ноября 2020 по апрель 2022 — заместитель министра здравоохранения республики Крым